# Élections constituantes de 1945 en Haute-Savoie
Les élections constituantes françaises de 1945 se déroulent le 21 octobre.

## Mode de scrutin
Les députés sont élus selon le système de représentation proportionnelle suivant la règle de la plus forte moyenne dans le département, sans panachage ni vote préférentiel. Il y a 586 sièges à pourvoir.
Dans le département de la Haute-Savoie, quatre députés sont à élire.

## Élus
Les quatre députés élus sont : 
| Identité            | Parti | Parti |
| ------------------- | ----- | ----- |
| François de Menthon |       | MRP   |
| Louis Martel        |       | MRP   |
| Albert Boccagny     |       | PCF   |
| Amédée Guy          |       | SFIO  |

## Résultats

### Résultats à l'échelle du département
| Parti    | Parti                                            | Tête de liste       | Résultats | Résultats | Sièges | Sièges |
| Parti    | Parti                                            | Tête de liste       | Voix      | %         |        |        |
| -------- | ------------------------------------------------ | ------------------- | --------- | --------- | ------ | ------ |
|          | Mouvement républicain populaire                  | François de Menthon | 59 876    | 48,38     | 2      |        |
|          | Parti communiste français                        | Albert Boccagny     | 33 506    | 27,08     | 1      |        |
|          | Section française de l'Internationale ouvrière   | Amédée Guy          | 23 244    | 18,78     | 1      |        |
|          | Parti républicain, radical et radical-socialiste | Charles Échallier   | 4 005     | 3,24      | -      |        |
|          | Parti républicain de la liberté                  | Henri Gérente       | 3 121     | 2,52      | -      |        |
|          |                                                  |                     |           |           |        |        |
| Inscrits | Inscrits                                         | Inscrits            | 160 415   |           | 4      |        |
| Votants  | Votants                                          | Votants             | 125 820   | 78,43     |        |        |
| Votants  | Votants                                          | Votants             | 2 068     | 1,64      |        |        |
| Exprimés | Exprimés                                         | Exprimés            | 123 752   | 98,36     |        |        |